# Edita Pučinskaitė
Edita Pučinskaitė (Naujoji Akmenė, 27 de novembre de 1975) va ser una ciclista lituana que fou professional del 1998 al 2010.
Ha guanyat nombroses curses i quatre medalles al Campionats del Món en carretera entre elles una d'or en ruta el 1999.

## Palmarès
- 1994
  - 1a a la Ster der Vogezen i vencedora d'una etapa
- 1995
  - Vencedora d'una etapa a la Women's Challenge
  - Vencedora d'una etapa al Gran Premi del cantó de Zuric
- 1996
  - 1a al Gran Premi de Presov i vencedora d'una etapa
- 1997
  - 1a a la Liberty Classic
  - 1a al Giro del Friül
- 1998
  -  Campiona de Lituània en contrarellotge
  - 1a al Gran Bucle i vencedora de 3 etapes
  - 1a a la Volta a Turíngia i vencedora d'una etapa
  - 1a al Trofeu Citta di Schio
- 1999
  -  Campiona del món en ruta
  -  Campiona de Lituània en contrarellotge
  - 1a al Giro de Toscana-Memorial Michela Fanini i vencedora de 3 etapes
  - 1a al Gran Premi Carnevale d'Europa
- 2000
  - 1a al Trofeu Costa Etrusca
  - 1a al Trofeu Citta di Schio
  - Vencedora d'una etapa al Giro d'Itàlia
  - Vencedora de 2 etapes al Gran Bucle
- 2001
  - 1a al Trofeu d'Or i vencedora de 2 etapes
  - Vencedora d'una etapa al Tour de l'Aude
- 2002
  -  Campiona de Lituània en contrarellotge
  - 1a a l'Emakumeen Bira i vencedora d'una etapa
  - Vencedora d'una etapa al Tour de l'Aude
  - Vencedora d'una etapa al Gran Bucle
- 2003
  -  Campiona de Lituània en ruta
  - 1a al Tour de l'Ardecha i vencedora de 2 etapes
  - Vencedora d'una etapa al Giro de Toscana-Memorial Michela Fanini
- 2004
  - 1a al Gran Premi de Plouay
  - 1a al Trofeu d'Or i vencedora d'una etapa
  - Vencedora d'una etapa al Giro d'Itàlia
  - Vencedora d'una etapa al Giro de Toscana-Memorial Michela Fanini
- 2005
  - 1a al Memorial Davide Fardelli
  - 1a al Tour de l'Ardecha i vencedora d'una etapa
  - 1a al Tour de Berna
  - 1a a la Volta a El Salvador i vencedora de 3 etapes
  - Vencedora d'una etapa al Giro del Trentino
  - Vencedora d'una etapa a la Volta a Turíngia
- 2006
  -  Campiona de Lituània en contrarellotge
  - 1a al Giro d'Itàlia i vencedora d'una etapa
  - 1a al Tour de l'Ardecha i vencedora de 3 etapes
- 2007
  - 1a al Giro d'Itàlia i vencedora de 2 etapes
  -  Campiona de Lituània en contrarellotge
  - 1a al Durango-Durango Emakumeen Saria
  - 1a al Tour de Berna
  - 1a al Giro del Trentino i vencedora de 2 etapes
- 2009
  - Vencedora d'una etapa al Giro d'Itàlia
- 2010
  - Vencedora d'una etapa a la Volta a Turíngia